# Occitanien (region)
Occitanien eller Occitanie (franska: Occitanie) är en administrativ region i Frankrike. Den bildades den 1 januari 2016 genom en sammanslagning av två tidigare administrativa regioner: Languedoc-Roussillon och Midi-Pyrénées. Till och med september 2016 hette regionen Languedoc-Roussillon-Midi-Pyrénées, innan ett nytt namn var godkänt. Regionens största stad och huvudstad är Toulouse.

## Indelning
Regionen delas in i tretton departement.
| Nummer | Department          | Huvudort    | Region 1982-2015     |
| ------ | ------------------- | ----------- | -------------------- |
| 09     | Ariège              | Foix        | Midi-Pyrénées        |
| 11     | Aude                | Carcassonne | Languedoc-Roussillon |
| 12     | Aveyron             | Rodez       | Midi-Pyrénées        |
| 30     | Gard                | Nîmes       | Languedoc-Roussillon |
| 31     | Haute-Garonne       | Toulouse    | Midi-Pyrénées        |
| 32     | Gers                | Auch        | Midi-Pyrénées        |
| 34     | Hérault             | Montpellier | Languedoc-Roussillon |
| 46     | Lot                 | Cahors      | Midi-Pyrénées        |
| 48     | Lozère              | Mende       | Languedoc-Roussillon |
| 65     | Hautes-Pyrénées     | Tarbes      | Midi-Pyrénées        |
| 66     | Pyrénées-Orientales | Perpignan   | Languedoc-Roussillon |
| 81     | Tarn                | Albi        | Midi-Pyrénées        |
| 82     | Tarn-et-Garonne     | Montauban   | Midi-Pyrénées        |